# Eriotheca peruviana
Espèce
Statut de conservation UICN

 VU D2 : Vulnérable
Eriotheca peruviana est une espèce de plantes de la famille des Malvaceae.

## Publication originale
- Annals of the Missouri Botanical Garden 55(1): 51, f. 1. 1968.